# Kelin Rivera
Kelin Poldy Rivera Kroll (Arequipa, 1 de octubre de 1993) es una modelo, empresaria y reina de belleza peruana. Fue la ganadora de World Miss University 2016 en Pekín, donde fue la primera sudamericana en ganar el certamen. En 2018, participó en el certamen de Miss Eco Internacional 2018, donde quedó como segunda finalista. Kelin participó en una edición especial del Miss Perú 2019 donde ganó el título y el derecho de representar a su país donde quedó en el top 10, logrando esta ubicación luego de 14 años.

## Biografía
Nació en la ciudad de Arequipa. Desde muy pequeña le gusto el Voley participando en la Liga Nacional del Perú, siempre le interesaba el mundo del Modelaje estudió en el colegio Newman y posteriormente se graduó de la carrera Administración y Emprendimiento  en la Universidad San Ignacio de Loyola de La Molina. Es la hermana menor de la modelo Sofía Rivera Kroll, la Miss Perú Mundo 2014.

## Trayectoria

### Miss Perú Universo 2012
El pasado 30 de junio del 2012, Rivera representó a Junín en el certamen de Miss Perú 2012, que fue organizado por Tito Paz en la Fortaleza del Real Felipe del Callao, en donde logró quedar como 4.ª finalista y la ganadora del certamen fue Cindy Mejía de la Región Lima.

### Reina Hispanoamericana 2013
Rivera fue designada por Tito Paz, para representar al Perú en el certamen de Reina Hispanoamericana 2013, que fue realizado en Santa Cruz de la Sierra, Bolivia. El pasado 12 de diciembre del 2013, Rivera representó a su país, en donde participó sin éxito y la ganadora fue Alejandra López de Colombia. Pero ganó el premio de Miss Elegancia.

### World Miss University 2016
Rivera fue invitada al certamen de Miss University 2016, que fue realizado en el Estadio Olímpico de la ciudad de Beijing, China, en la noche de 14 de febrero del 2016. En donde hubo un promedio de 56 candidatas invitadas y al final del certamen, Rivera fue nombrada ganadora de Miss World University, ya que estaba cursando en Noveno Ciclo de la carrera de Administración de Negocios Internacionales en la Universidad San Ignacio de Loyola.

### Miss Perú Universo 2018
Kelin Rivera representó a la ciudad de Arequipa, en el evento nacional de Miss Perú Universo 2018, que fue realizado en el Teatro Municipal de Lima, en una noche del 30 de octubre del 2017. Al final del certamen, Rivera obtuvo el puesto de 2.ª finalista, perdiendo ante Andrea Moberg de Loreto, quién obtuvo el puesto de 1.ª finalista y Romina Lozano del Callao, como ganadora oficial del certamen.

### Miss Eco Internacional 2018
La directora de la Organización Miss Perú, Jessica Newton dio un comunicado a través de las redes sociales de la Organización, en designar a Kelin Rivera como representante de Perú en el Miss Eco Internacional 2018, siendo como un país debutante. El pasado 27 de abril del 2018, Rivera representó al Perú en el certamen que fue realizado en la ciudad del El Cairo, Egipto. Logró estar en el Puesto 13 de tener Vestido Eco-Dress, vestido que fue diseñado a base de latas y CDs viejos. Al final del evento, logró de obtener el puesto de 2.ª finalista.

### Miss Universo 2019
Luego de coronarse Miss Perú 2019 en la edición Reina de Reinas, Kelin viajó a Atlanta para representar a su país en el certamen internacional Miss Universo donde obtuvo el lugar de las 10 mejores, siendo la sudafricana Zozibini Tunzi quien se alzó con el título.
| Predecesora: -                    | Miss Eco Perú 2018 | Sucesora: Suheyn Cipriani Lima |
| Predecesora: Romina Lozano Callao | Miss Perú 2019     | Sucesora: Janick Maceta        |